# Wiedenkamp
Wiedenkamp ist ein aus einer Einzelsiedlung hervorgegangener Wohnplatz in der bergischen Großstadt Solingen.

## Lage und Beschreibung
Wiedenkamp liegt im südlichen Bereich des Stadtbezirks Wald nahe der Grenze zu Merscheid und Solingen-Mitte. Der Ort befindet sich auf einer kleinen Anhöhe oberhalb des Lochbachtals. Die ursprüngliche Siedlung befand sich an der Locher Straße, ungefähr dort, wo heute der evangelische Friedhof Wiedenkamper Straße liegt. Das Gelände fällt von dort aus in das Lochbachtal ab. Nördlich, in Richtung des Walder Ortskerns, befindet sich das Industrieunternehmen Breuer & Schmitz. In den Randbereichen an der Locher- und der Wiedenkamper Straße befinden sich frei stehende Wohnhäuser.
Benachbarte Orte sind bzw. waren (von Nord nach West): Wald, Scheiderfeld, Mummenscheid, Scheider Mühle, Büschberg, Dorpskotten, Locher Hammer, Loch, Tiefendick, Pfaffenbusch, Scheuer und Rosenkamp.

## Etymologie
Der Ortsname bezeichnet ein -kamp, das ist ein eingefriedetes Feld, das sich ursprünglich in der Nähe von Weidenbäumen (Wieden-) befunden haben muss.

## Geschichte

### Wohnplatz
In dem Kartenwerk Topographia Ducatus Montani, Blatt Amt Solingen, von Erich Philipp Ploennies aus dem Jahr 1715 ist der Ort mit einer Hofstelle verzeichnet und als Wiedekamp benannt. Die Topographische Aufnahme der Rheinlande von 1824 verzeichnet den Ort als Wiedenkamp und die Preußische Uraufnahme von 1844 lediglich unbeschriftet. In der Topographischen Karte des Regierungsbezirks Düsseldorf von 1871 ist der Ort ebenfalls unbeschriftet verzeichnet. In der Karte vom Kreise Solingen aus dem Jahr 1875 des Solinger Landmessers C. Larsch ist der Ort als Wiedenkamp verzeichnet.
Nach Gründung der Mairien und späteren Bürgermeistereien Anfang des 19. Jahrhunderts gehörte Wiedenkamp zur Bürgermeisterei Wald, die 1856 zur Stadt erhoben wurde und lag dort in der Flur V. Wald. 1815/16 lebten vier, im Jahr 1830 fünf Menschen im als Einzelnes Haus bezeichneten Wiedenkamp. 1832 war der Ort Teil der Zweiten Dorfhonschaft innerhalb der Bürgermeisterei Wald. Der nach der Statistik und Topographie des Regierungsbezirks Düsseldorf als Kotten kategorisierte Ort besaß zu dieser Zeit zwei Wohnhäuser und ein landwirtschaftliches Gebäude. Zu dieser Zeit lebten neun Einwohner im Ort, allesamt evangelischen Bekenntnisses. Die Gemeinde- und Gutbezirksstatistik der Rheinprovinz führt den Ort 1871 mit acht Wohnhäusern und 53 Einwohnern auf. Im Gemeindelexikon für die Provinz Rheinland von 1888 werden für Wiedenkamp sechs Wohnhäuser mit 59 Einwohnern angegeben.
Im Jahre 1876 erhielt die etwas abseits gelegene Wiedenkamper Straße ihren Namen. Ungefähr zeitgleich verlor Wiedenkamp seine eigenständige Lage und ging in den nach Süden expandierenden Wohn- und Gewerbegebieten des Walder Kernorts auf. Mit der Städtevereinigung zu Groß-Solingen im Jahre 1929 wurde Wiedenkamp ein Ortsteil Solingens. Die ursprünglichen Hofgebäude fielen in der ersten Hälfte der 1950er Jahre dem Ausbau des angrenzenden Friedhofs zum Opfer, der bereits in der zweiten Hälfte des 19. Jahrhunderts angelegt worden war. Der Friedhof Wiedenkamper Straße wird heute von der evangelischen Kirchengemeinde Solingen-Wald betrieben.

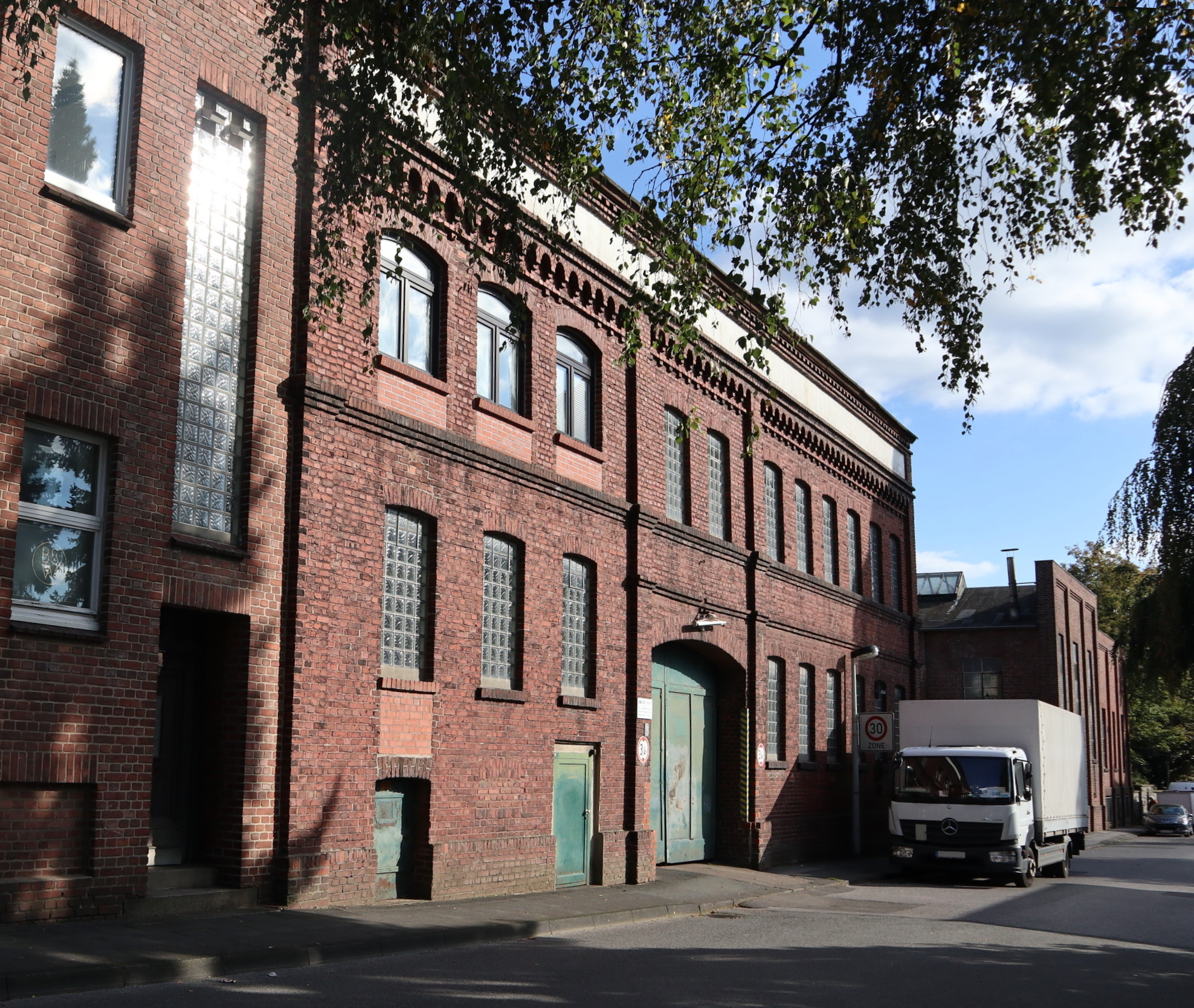
Ehemaliges Hauptgebäude von Breuer & Schmitz, 2022 abgerissen

### Ehemalige Fabrik Breuer & Schmitz
Am Wiedenkamp, in der Locher Straße, wurde im Jahre 1883 die Baubeschlagfabrik Breuer & Schmitz gegründet. Ausgehend von dem ursprünglich errichteten Hauptgebäude an der Locher Straße, wurde die Fabrik über Jahrzehnte immer wieder erweitert und vergrößert, bis sie ihre heutigen Ausmaße bis zur Wiedenkamper Straße im Osten und zur Rembrandtstraße im Norden erreichte. Dicht an dicht entstanden neue Fabrik- und Lagergebäude, darunter auch zahlreiche Schuppen mit Sheddächern. Nach fachlicher Begutachtung der Fabrikgebäude war jedoch kein Denkmalwert erkennbar.
Das Unternehmen gab 2019 bekannt, den alten Standort aufgeben zu wollen. Stattdessen wurde ein unbebautes Grundstück am Rande des Monhofer Felds in Ohligs erworben, auf dem das Unternehmen ab 2020 ein neues Produktions- und Verwaltungsgebäude errichten ließ. Die Fabrikgebäude am Wiedenkamp wurden nach dem Umzug des Unternehmens bis Anfang 2023 abgerissen. Dort entstehen bis 2025 insgesamt 167 Wohnungen und eine Kindertagesstätte.